# Orbey
Orbey é uma comuna francesa na região administrativa de Grande Leste, no departamento Alto Reno. Estende-se por uma área de 46,23 km². Em 2010 a comuna tinha 3 596 habitantes (densidade: 77,8 hab./km²).